# Pandanus humilis
Pandanus humilis är en enhjärtbladig växtart som beskrevs av João de Loureiro. Pandanus humilis ingår i släktet Pandanus och familjen Pandanaceae. Inga underarter finns listade.

## Bildgalleri

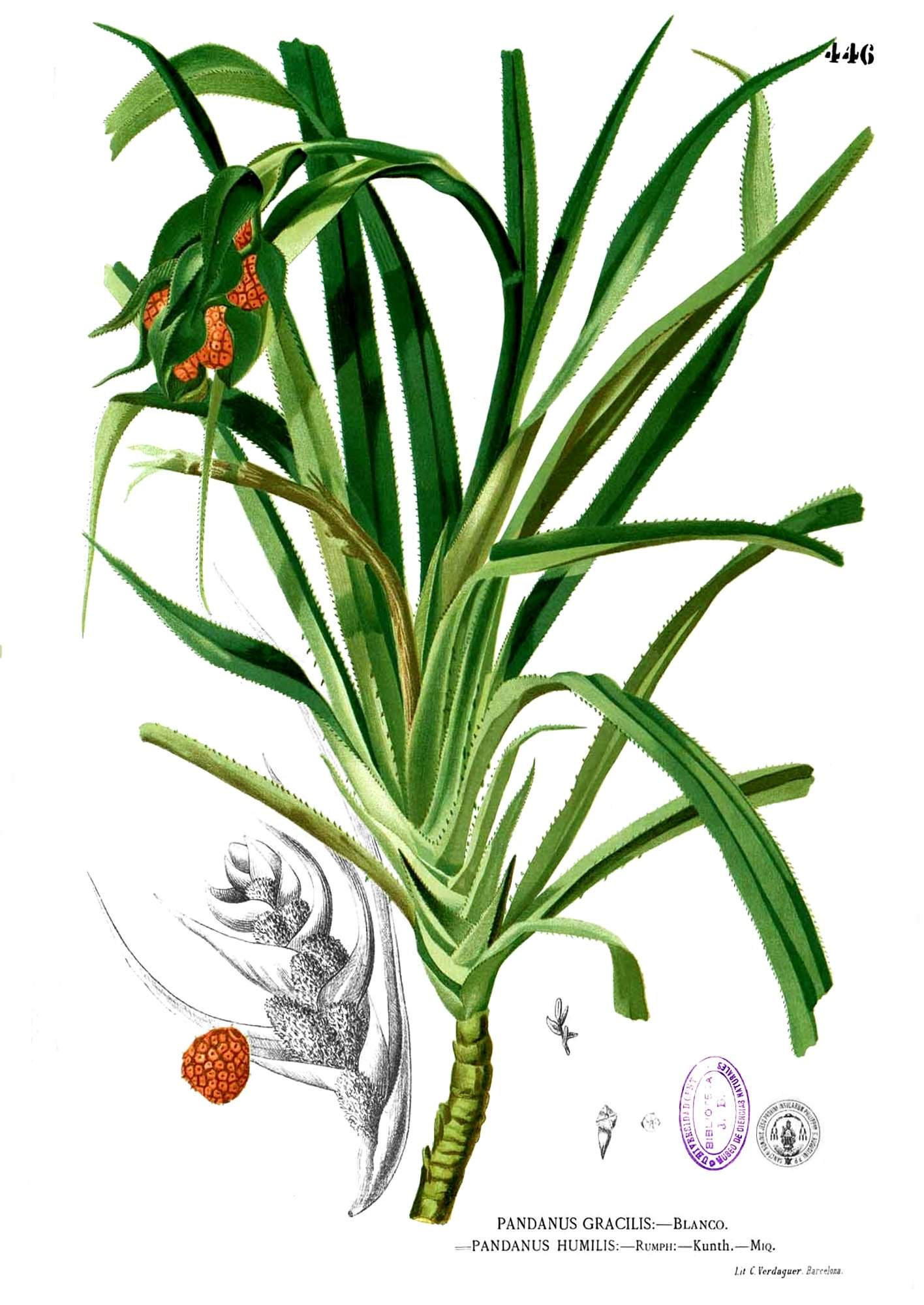